# Oedipina taylori
Oedipina taylori é uma espécie de salamandra da família Plethodontidae.
Pode ser encontrada nos seguintes países: El Salvador, Guatemala e Honduras.
Os seus habitats naturais são: florestas subtropicais ou tropicais húmidas de baixa altitude e regiões subtropicais ou tropicais húmidas de alta altitude.
Está ameaçada por perda de habitat.